# 333139 Deguzman
333139 Deguzman è un asteroide della fascia principale interna. Scoperto nel 2007, presenta un'orbita caratterizzata da un semiasse maggiore pari a 2,292819 UA e da un'eccentricità di 0,147408, inclinata di 1,294166° rispetto all'eclittica.
Angelica Deguzman è un'ingegnere americana che ha lavorato come ingegnere di guida, navigazione e controllo per OSIRIS-REx. Supporta anche altri programmi di esplorazione dello spazio profondo presso Lockheed Martin, come InSight, Dragonfly e Advanced Programs, in qualità di ingegnere di guida, navigazione e controllo.